# Ескадрений міноносець з керованим ракетним озброєнням

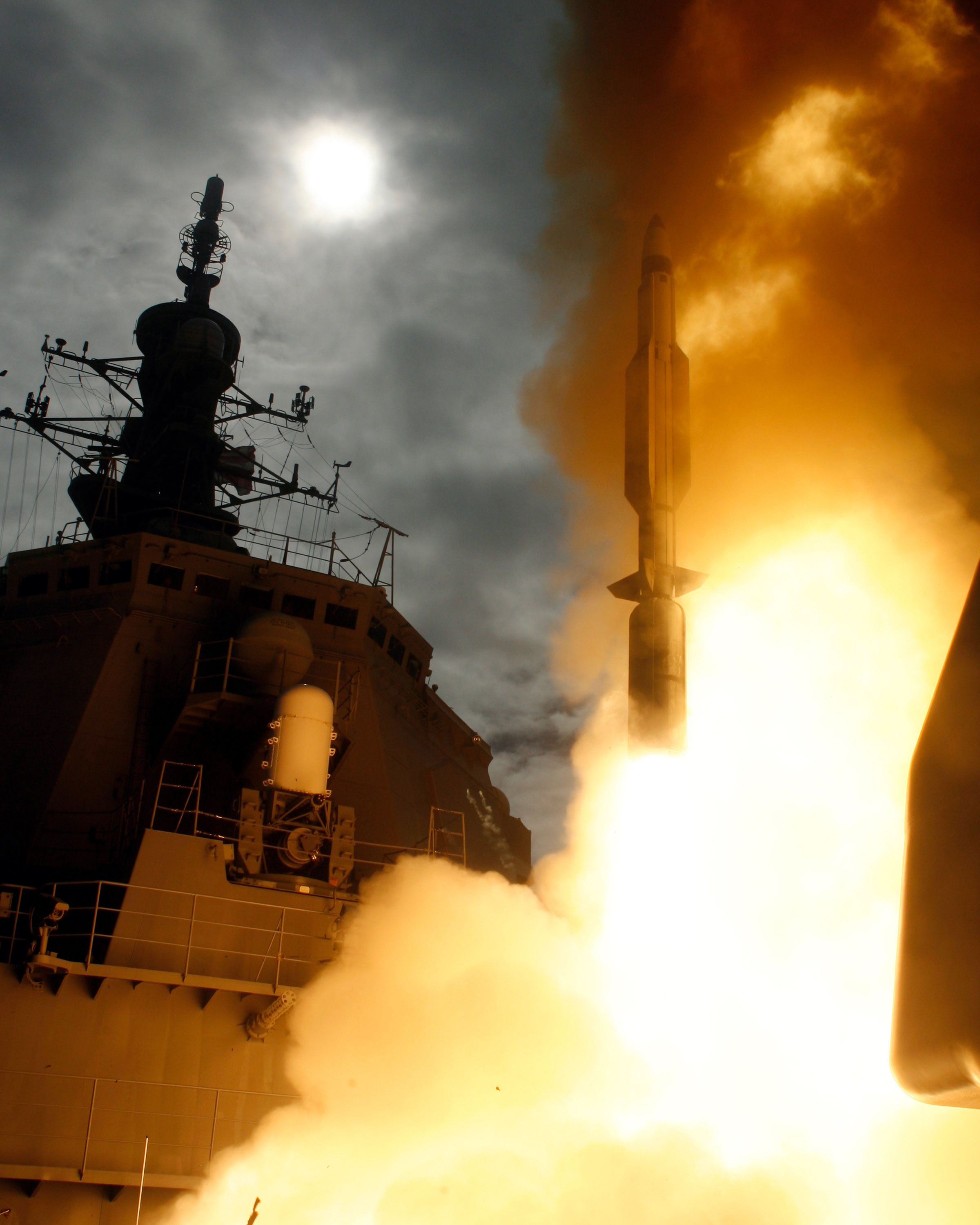
Японський есмінець КРО JDS Kongō (DDG-173) запускає зенітну керовану ракету RIM-161 Standard Missile 3

Ескадрений міноносець з керованим ракетним озброєнням (скорочено «Есмінець КРО») — ескадрений міноносець, основною зброєю якого є керовані ракети. За стандартом НАТО кораблі цього класу позначаються абревіатурою DDG.
Всі сучасні есмінці є есмінцями КРО, на відмін від більш ранніх есмінців, основною зброєю яких були торпеди. Перші кораблі цього класу з'явилися у 1960-х. Водотоннажність та розміри сучасних есмінців з ракетним озброєнням не відрізняються, а інколи (як у випадку з типом «Зумвольт») навіть перевищують деякі ракетні крейсери, усуваючи причину для виділення останніх у окремий клас військових кораблів.
З іншого боку, окремі сучасні фрегати з керованим ракетним озброєнням також наближаються за розмірами до есмінця. Приміром хоча ВМС Франції не мають есмінців у своєму складі, п'ять типів більших фрегатів класифікуються НАТО як есмінці. Головним завданням ракетних есмінців зазвичай є забезпечення ППО ескадри, в той час як фрегатів — протичовнова оборона. Водночас фрегати також оснащуються системами ППО, а есмінці — сенсорами для виявлення підводних човнів та протичовновими ракетами.